# Ewangeliści

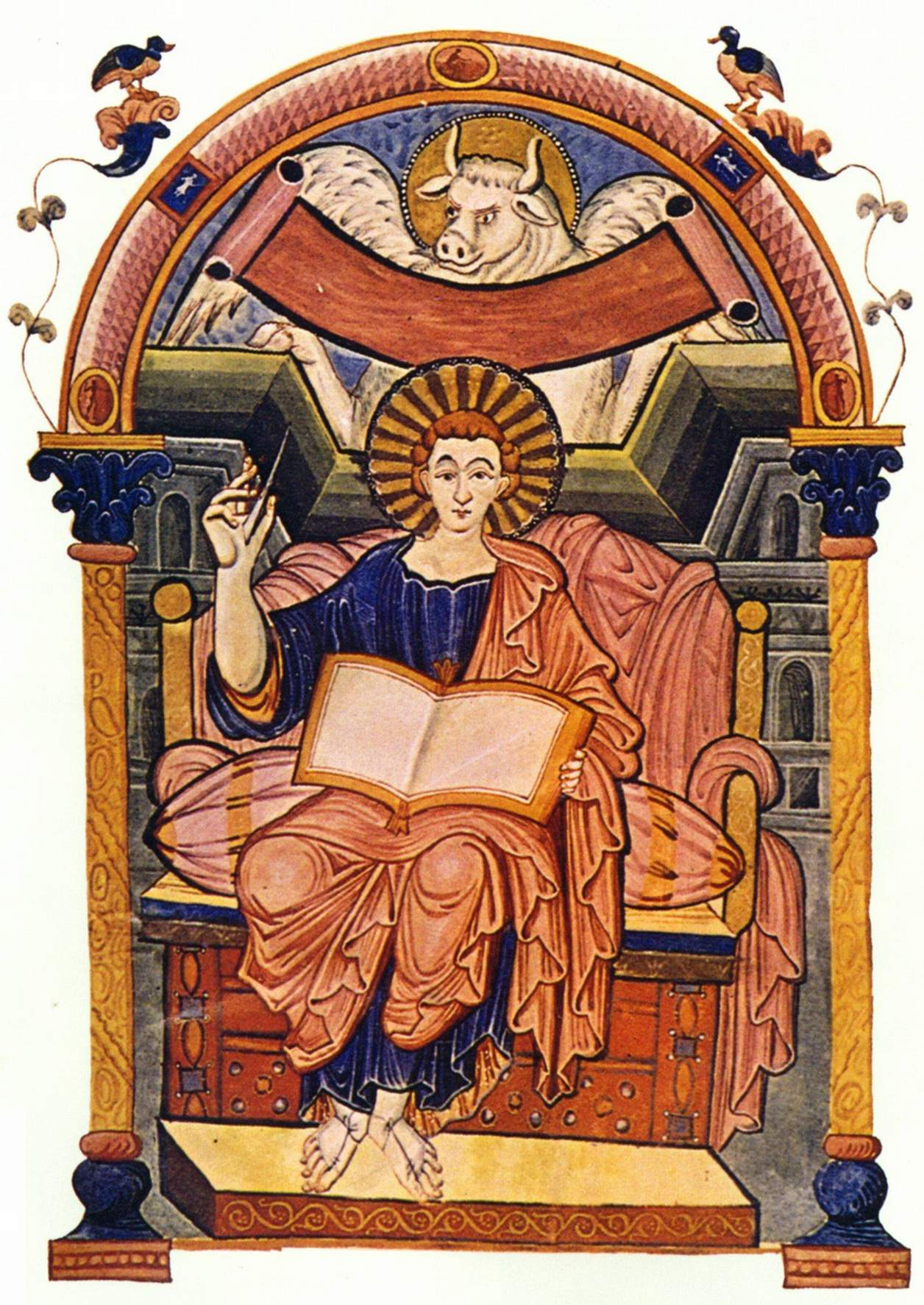
Św. Łukasz piszący Ewangelię. Nad nim widoczny jest jego atrybut – wół. Miniatura z ok. 800 r.

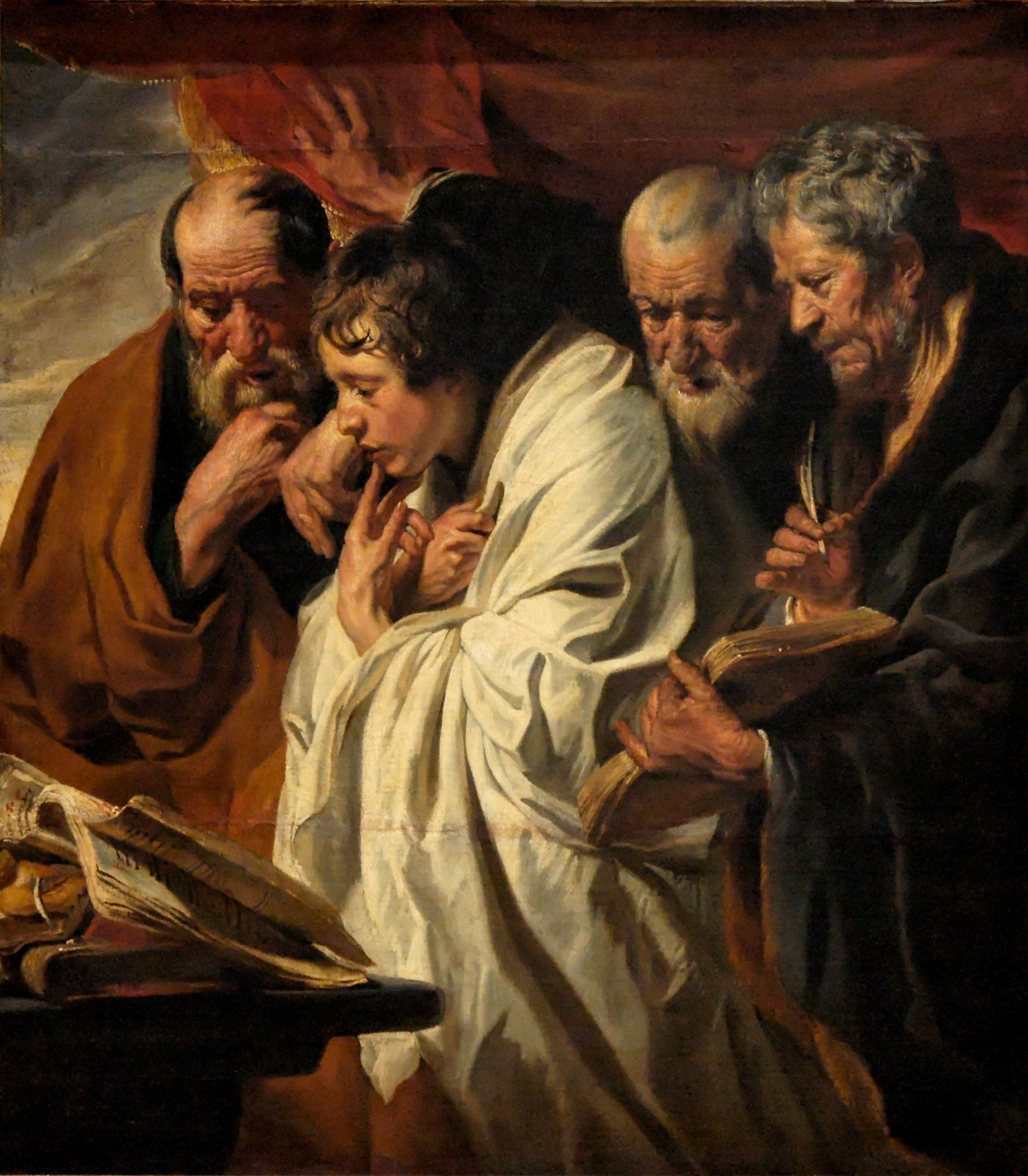
Czterej Ewangeliści, Jacob Jordaens

Ewangeliści – według tradycji chrześcijańskiej autorzy czterech Ewangelii kanonicznych zawartych w Nowym Testamencie: Marek, Mateusz, Łukasz i Jan, uznani za świętych przez Kościoły katolicki, prawosławny, anglikański, ewangelicki, ormiański i koptyjski.
Autorów czterech Ewangelii kanonicznych zgodnie z naukami Papiasza, Ireneusza z Lyonu, Klemensa Aleksandryjskiego, Hipolita, Tertuliana i innych, nazywano ewangelistami od II wieku n.e. Niektórzy współcześni uczeni podważają tradycyjne autorstwo tych ksiąg. Często w sztuce przedstawiano ewangelistów jako ludzi siedzących przy pulpitach i piszących księgę oraz za pomocą symboli, które są ich atrybutami:
- Marek – lew
- Mateusz – człowiek (również człowiek uskrzydlony)
- Łukasz – wół
- Jan – orzeł.

Układ graficzny w formie krzyża:
	orzeł

wół    lew

## Ewangelie apokryficzne
- Istnieją także tzw. ewangelie apokryficzne, których autorstwo przypisuje się m.in. apostołowi Judaszowi (Ewangelia Judasza) i apostołowi Tomaszowi (Ewangelia Tomasza). Powstały one jednak w czasach dużo późniejszych. Rękopis Ewangelii Judasza datuje się na lata późniejsze od 200 r. po Chrystusie[7].